# 張婕筠
張婕筠，1993年8月2日—），台灣彰化員林人，曾是台灣知名電視台MOMO親子台兒童節目主持人之一，MOMO家族成員中的甜甜姐姐
，因有著甜美的外型與嗓音，受到家長及小朋友們的喜愛。擅長戲劇、表演及主持等，目前多活躍於網路社群平台。2019年5月底先於臉書宣布與原經紀公司優視傳播合約到期，改藝名為粟粟，甫至2019年9月才正式宣告由MOMO家族畢業，並持續在電競實況平台Twitch擔任實況主，同時也轉型為YouTuber。2020年12月以「甜兒姐姐」名義加入小芙尼家族。2021年11月1日於個人粉絲專頁宣布結婚。2022年3月21日在個人Facebook和Instagram宣布即將成為媽媽和懷孕了安仔。

## 音樂作品

### 專輯
- 2014- MOMO歡樂谷8 MOMO飛到歡樂谷（2014年12月9日發行）
- 2015- MOMO歡樂谷9 歡樂谷的快樂萬花筒（2015年12月2日發行）
- 2016- MOMO歡樂谷10 歡樂谷之夢想出發（2017年1月18日發行）
- 2017- MOMO歡樂谷11 歡樂谷快樂的約定（2018年3月30日發行）
- 2018- MOMO歡樂谷12 歡樂谷的快樂藏寶圖（2019年1月18日發行）

## 影視作品

### 舞台劇
- 2015- 臺東藝術節《王子的披風》

### 音樂錄影帶(MV)
- 2019- 張簡君偉《不痛了》不痛了- 張簡君偉｜官方版 Official Lyric MV

## 主持

### 電視節目

#### MOMO親子台
MOMO歡樂谷、MOMO玩玩樂、寶貝星樂園、一起來畫畫、禮貌小寶貝、露營小玩家、家事小達人、小手Wu la la、一起來剪紙、運動練習生、安全小寶貝、紙箱做玩具

## 廣告

### 微電影
- 2013- MOS BURGER。MOS BURGER｜生日慶微電影《家的溫度》

### 電視廣告
- 2015- 檸檬哥哥、甜甜姐姐。開心洗手歌CF （页面存档备份，存于）

### 平面廣告
- 2019- Uni無線耳機。[4]

## 外部連結
- 粟粟susuladyC的Facebook專頁
- 粟粟susuladyc的Instagram帳戶
- YouTube上的張婕筠頻道
- 張婕筠的Twitch频道